# Ramazan Köse
Ramazan Köse (Ankara, 12 maggio 1988) è un calciatore turco, portiere dell'Etimesgut Belediyespor.